# Вишистская Франция
Виши́стская Франция или Режим Виши́ (фр. Régime de Vichy), официально — Французское Государство (фр. État français), — коллаборационистский режим в Южной Франции, появившийся после поражения Франции в начале Второй мировой войны и падения Парижа в 1940 году. Одновременно атлантическое побережье и Северная Франция вплоть до демаркационной линии были оккупированы нацистской Германией с согласия Вишистского правительства. Режим существовал с 10 июля 1940 по 22 апреля 1945 (де-факто до 25 августа 1944). Официально придерживался политики нейтралитета, но фактически проводил политику в интересах стран «оси».
Название — от курортного города Виши, где 10 июля 1940 года собралось Национальное собрание, постановившее передать чрезвычайные полномочия маршалу Петену, что ознаменовало конец Третьей республики. Правительство Петена и в дальнейшем пребывало в Виши, в то время как северная часть Франции с Парижем была оккупирована немецкими войсками. В ноябре 1942 года Германия оккупировала всю остальную территорию Франции, после чего Париж формально вернул себе функции столицы, однако фактически высшие лица страны появлялись в Париже только на торжественных церемониях. После освобождения Парижа в конце августа 1944 года правительство было эвакуировано и существовало в изгнании вплоть до конца апреля 1945 года.

## Становление режима
Во Второй мировой войне Франция первоначально выступала противником Германии, но с поражением в Битве за Францию была потеряна почти вся армия, и страна уже не имела сил вести войну дальше. Население охватила паника, потоки беженцев устремились на юг, где ещё не было немецких войск, туда же переехало и правительство.
10 июля 1940 года во Дворце конгрессов в городе Виши на рассмотрение Национального собрания Франции (образованного объединённым заседанием Палаты депутатов и Сената) был представлен проект пересмотра конституционных законов, регулировавших Третью республику с 1875 года, с целью наделения полными конституционными полномочиями маршала Филиппа Петена, председателя Совета министров. Провозглашение маршала Петена «главой Французского государства» (фр. Chef d'État Français), наделение его диктаторскими полномочиями ознаменовало конец Третьей республики. Решение было немедленно признано большинством государств, в том числе США и СССР.

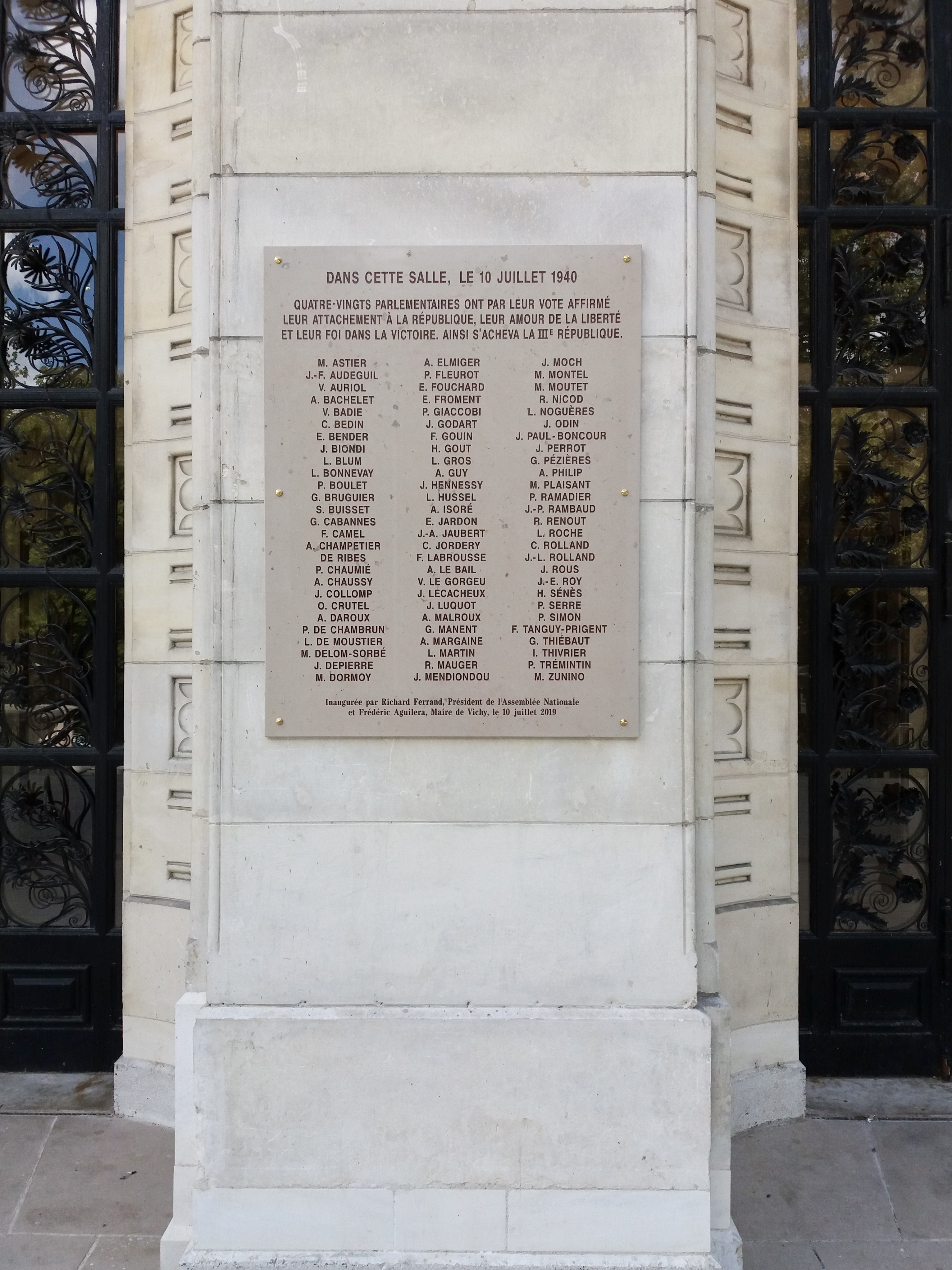
Мемориальная доска в память о проголосовавших против Петена парламентариях

Против Петена проголосовало 57 членов Палаты депутатов, из них 29 принадлежали к фракции Французской секции Рабочего интернационала, 13 к фракции Радикальной партии, 5 к фракции Независимых левых, 3 к фракции ФНС, 2 к фракции Народно-демократической партии, 2 к фракции ДА, 1 к фракции Социалистического республиканского союза, 1 к фракции Левых радикалов, 1 к фракции Независимых республиканцев. Из 23 несогласных сенаторов 13 принадлежали к Левым демократам, 7 к СФИО, 2 к Народно-демократической партии и 1 к РСС.
Французский комитет национального освобождения 21 апреля 1944 года принял постановление об организации государственной власти во Франции
после освобождения, согласно которому члены парламента, отрекшиеся от своего мандата путём голосования за делегирование полномочий Филиппу Петену 10 июля 1940 года, пожизненно лишались права быть членами советов коммун, советов департаментов, делегаций департаментов и специальных делегаций.
Законы «Об амнистии», принятые Национальным собранием в 1951 и 1953 годах, позволили некоторым из парламентариев вернуться в политику.
Память о 80 парламентариях, проголосовавших против наделения Петена неограниченными полномочиями, была увековечена по окончании Второй мировой войны.
- 10 июля 2013 года председатель Национального собрания Клод Бартолон[фр.] торжественно открыл стелу у моста Аристид-Бриан[фр.] в Виши в память о несогласных парламентариях[6][7].
- 10 июля 2019 года председатель Национального собрания Ришар Ферран и мэр Виши во Дворце конгрессов, где проходило историческое заседание, торжественно открыли мемориальную доску, на которой поимённо перечислены парламентарии, проголосовавшие «против».

## Сотрудничество с оккупантами
Согласно условиям перемирия с Германией, Франция была разделена на две части, северная была оккупирована немцами, французское правительство это признавало и призывало местные администрации помогать оккупантам. Южная часть страны (примерно 40 % от общей территории) считалась формально свободной, туда не вводились оккупационные войска и там действовали французские законы.
Став фактически диктатором Франции, Петен сразу же начал проводить политику в русле интересов гитлеровской Германии.

Личный флаг Филиппа Петена

В октябре 1940 после личной встречи с Гитлером Петен призвал Францию «сотрудничать» (фр. collaborer) с нацистами.
Режим Виши действовал в общем русле германской политики, проводя репрессии против евреев, цыган, коммунистов, масонов; на территории Франции действовали как германские части СС и гестапо, так и собственная репрессивная организация — «Милиция» (с 1943).
Проводились акции против Сопротивления, практиковались расстрелы заложников. В 1944 каратели СС уничтожили южнофранцузский посёлок Орадур (в первоначальной зоне контроля Виши). Была создана французская дивизия СС — «Шарлемань» (фр. Charlemagne, названа в честь Карла Великого). Эта дивизия сражалась на Восточном фронте в составе Вермахта, но под французским флагом и с французским офицерским составом.
В Германию вывозились французские рабочие в обмен на согласие отпустить взятых в начале войны французских военнопленных. Однако 27 ноября 1942 г. основные силы французского военно-морского флота (3 линкора, 7 крейсеров, 15 эсминцев, 12 подводных лодок и 74 других корабля) с санкции правительства Виши были затоплены в Тулоне, чтобы они не достались ни странам Оси, ни антигитлеровской коалиции.
В феврале 2009 года Административный суд Франции признал правительство режима Виши ответственным за депортацию тысяч евреев в немецкие концентрационные лагеря во время Второй мировой войны. Согласно данным суда, во время правления режима Виши с 1942 по 1944 годы в лагеря было депортировано 76 000 евреев. Вынесенное решение стало официальным признанием причастности французского правительства времён Второй мировой войны к Холокосту.
Режим Виши, просуществовавший со сдачи Парижа немецким войскам в 1940 году до освобождения страны союзниками в 1944 году, официально придерживался политики нейтралитета.

## Внутренняя политика

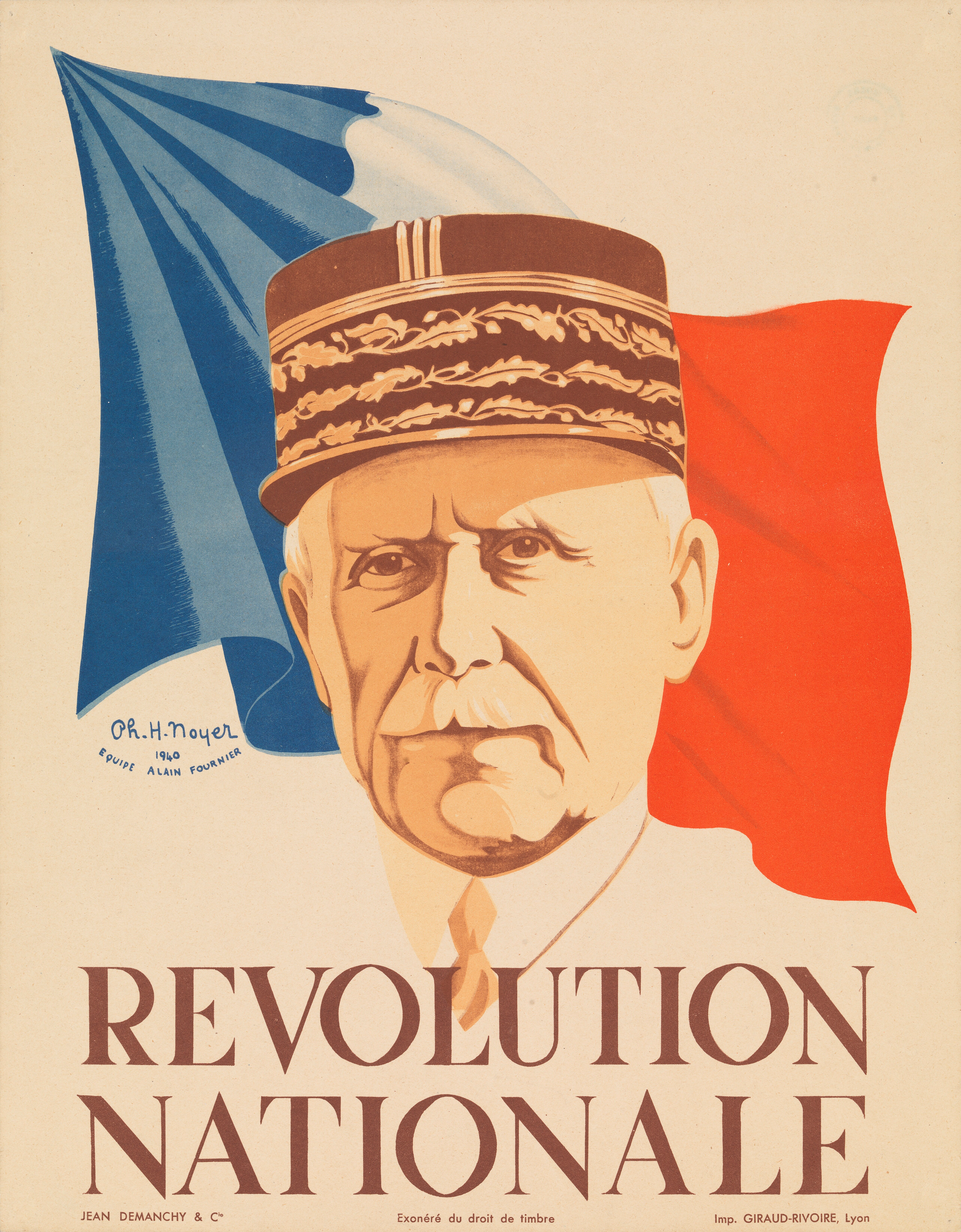
Афиша «Национальная революция», 1940 г.

Идеологически режим Виши ориентировался на традиционно-консервативные ценности, олицетворением которых в межвоенные годы считался Петен. Считалось, что со свержением Французской республики и установлением союза с Германией произошла «Национальная революция» (Révolution nationale). Девиз Французской республики «Свобода, равенство, братство» был заменён на «Travail, Famille, Patrie» («Труд, Семья, Отечество»). Гербом вишистского режима был средневековый топорик-франциска. Гимном официально оставалась «Марсельеза», однако по требованию немцев она была запрещена, и фактическим гимном стала песня в честь Петена «Маршал, мы здесь!» (фр. Maréchal, nous voilà !) на слова Андре Монтагара и музыку Шарля Куртью (1890—1946), которые также создали ряд других пропагандистских песен.

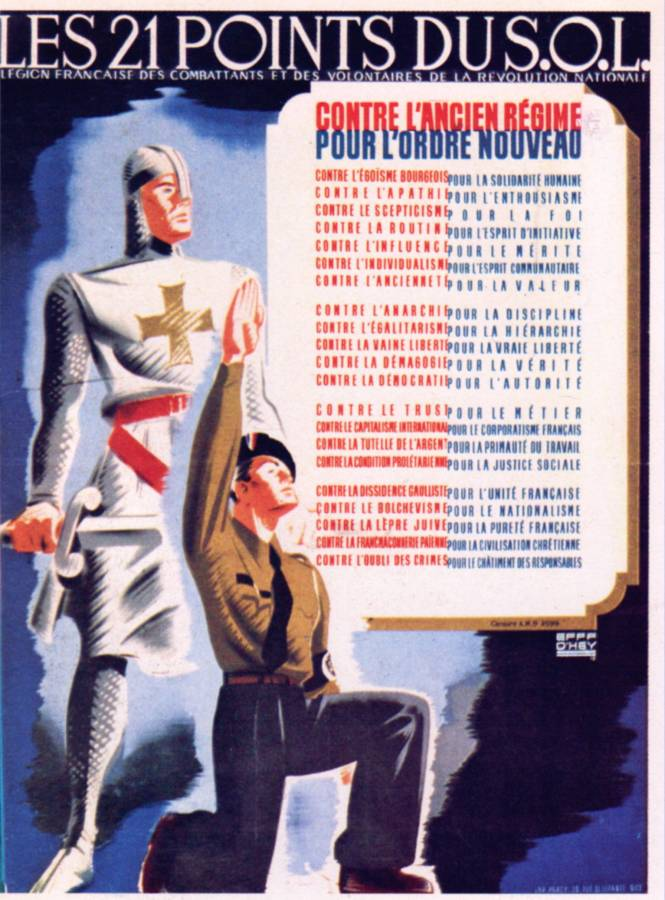
Плакат Службы легионерского порядка (S.O.L), предшественника Французской милиции режима Виши.

Идеология режима Виши, выраженная в многочисленных публикациях, поэзии и песнях, подчёркивала идею «Франции завтрашнего дня», «молодой Франции», которая придёт на смену катастрофе 1940 г. и ради которой требовалось упорно трудиться. О том, являлся ли режим во Франции 1940-44 годов фашистским, историки и сегодня ведут споры. С одной стороны политика национализма, антисемитизма указывают на фашизм, однако с другой стороны режим Виши не имел трёх основ фашизма: вождизма, однопартийной системы с правящей партией и агрессивного экспансионизма. И если формальный вождизм мог иметь место, в качестве культа личности маршала Петена, как спасителя и охранителя французской нации и Франции, то остальные два фактора Франция не имела.
Петен по личной инициативе ввёл на подконтрольной ему территории антисемитские законы, евреи были перемещены в лагеря, часть депортирована на территорию, занятую немецкими войсками.
Ряд деятелей режима, в частности, бывший премьер П. Э. Фланден, будущий президент Франции Ф. Миттеран, тайно помогали Французскому Сопротивлению.
Перед вишистским режимом стояла задача в течение нескольких месяцев преобразовать многообразный и сложный организм французского общества в 1940 г. Оно требовало выявления приоритетов. Правительство сосредоточилось на семье, образовании, экономике, хотя Германия и смотрела на Францию как на полностью покоренную страну. Современные французские историки склонны считать, что Адольф Гитлер никогда не хотел относиться к Франции как к партнёру. Если сотрудничество между гитлеровской Германией и Францией режима Виши не стало равноправным партнёрством двух стран, то только из-за нежелания Гитлера, а не из-за какого-либо сопротивления Петена требованиям оккупантов. Таким образом, сотрудничество с немецкими нацистами было выбором самого Петена и Лаваля, которого маршал назначил своим указом и развязал ему руки для дальнейшего более жёсткого коллаборационизма. Аргумент защиты маршала о его «двойной игре», на которой он настаивал в суде, был опровергнут обвинением, представившим многочисленные свидетельства инициативы маршала в активном сотрудничестве с немцами.
Все политические партии, действовавшие ранее, до оккупации Франции и установления режима Виши, после прихода к власти Петена, формально, не были запрещены, однако, фактически, либо прекратили свою деятельность, либо ушли в подполье. Лишь партии и движения крайне правого и фашистского толка продолжили свою деятельность. Но в отличие от Третьего Рейха, фашистской Италии, Испании, ни одна из партий не была правящей во Франции. Наиболее известными партиями были:
- Французская народная партия (Parti Populaire Français или PPF) — фашистская партия существовавшая с 1936 года её основателя и бывшего коммуниста Жака Дориа.
  - Французская народная молодёжь (Jeunesse Populaire Française или JPF) — фашистское молодёжное движение Французской народной партии.
- Национальное народное движение (Rassemblement national populaire или RNP) — национал-социалистическая партия неосоциалиста Марселя Деа.
- Революционное социальное движение (Mouvement Social Révolutionnaire или MSR) — партия фашистского корпоративизма.
- Французская национал-коллективистская партия (Parti français national-collectiviste) — крайне левого и националистического толка.
- Франсистское движение — движение французского национализма и корпоративизма созданное по образу франкизма в Испании.
- Французская лига — или лига антибританизма и антибольшевизма.
- Французская социальная партия — национал-консерваторская и католическая партия, распущенная в 1943 году.

Большинство этих политических движений объединял крайний национализм, антисемитизм, однако, у них были разные взгляды и идеологии, которые выливались во вражду между ними, в том числе и из-за расколов в самих партиях, что приводило к созданию новых политических движений. Невозможность объединения националистических сил во Франции была продемонстрирована ещё в 1937 году, когда они не смогли создать единый Фронт свободы. Одни партии поддерживали политику немецких оккупантов и Берлина, другие были настроены более националистически и антигермански, а потому их некоторые члены имели связи, в том числе и с антифашистским Сопротивлением и Британской разведкой.
Также существовали и парамилитаризированные формирования:
- Легион французских бойцов — предшественник службы легионерского порядка существовавший с 1940 по 1941 годы.
- Служба легионерского порядка — коллаборационистская милиция пронацистского политика Жозефа Дарнана, созданная в 1941 году. С января 1943 года после оккупации всей Франции, она была преобразована во Французскую милицию.
- Французская милиция — коллаборационистское вооружённое формирование основанное с января 1943 года и занимавшееся антипартизанскими операциями и акциями, в том числе и карательными, в отношении французского населения подозреваемого в связях с партизанами-антифашистами и разведкой Союзников.
  - Франк-гвардия — военизированное формирование Французской милиции существовавшее с конца 1943 по август 1944 года.
- Группы мобильного резерва — фактически исполняли роль военизированной национальной полиции.
- Гвардия или гвардия режима Виши — военизированная группа, предшественником которой была мобильная Республиканская гвардия в годы существования Третьей Республики.
- Личная гвардия главы Французского государства — гвардия маршала Петена, выполнявшая роль его телохранителей и охраны.
- Трудовые лагеря французской молодежи — военизированная молодёжная организация, в которую принимались лица призывного возраста. Была неким аналогом скаутов, но участие в организации молодёжи было принудительным.

### Символика и приветствие
С ликвидацией Третьей Республики и провозглашения Французского государства изменилась и символика Франции. Трёхцветный сине-бело-красный флаг, по-прежнему, оставался официальным, как и данные национальные цвета. Даже в ВВС Виши были оставлены прежние опознавательные знаки-кокарды. Однако герб Республики был заменён на монограмму состоящую из литер E и F — l’Etat Francais (Французское государство). Также новой символикой, активно насаждаемой в стране, впоследствии ставшей прочно ассоциироваться с режимом Виши, стал так называемый Франциска — галльский вариант лабриса. Он был также раскрашен в национальные цвета и располагался даже на личном флаге Петена, а также на символике во многих военизированных и политических структурах и даже являлся наградой режима — Орденом Франциски.
Постепенно вводилось и новое приветствие в армии Виши и парамилитаризированных организациях фашистского толка. Это было вскидывание правой руки, аналогичное нацистскому приветствию в Германии, «римскому салюту» в Италии и приветствию франкистов в Испании. Во французских фашистских партиях это приветствие появилось ещё раньше. Впрочем, официальные представители правительства Виши, сам маршал Петен, как и высшее военное командование предпочитали отдавать честь по-старому.
|  |  |

### Экономика

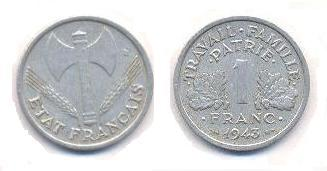
Монета номиналом 1 франк 1943 года. На реверсе можно увидеть надпись «Французское Государство», а на аверсе девиз «Труд, Семья, Отечество»

Даже после оккупации, Франция продолжила обладать огромным экономическим потенциалом, одним из крупнейших в Западной Европе. Вновь образованное Французское Государство получило развитые сельскохозяйственные регионы: Прованс, Гасконь, Овернь, Окситанию, а также крупные промышленные центры и порты: Лион, Марсель, Тулон и др. Оккупировав Францию, Германия наложила репарационные обязательства, включая и французское государство. Франция обязана была содержать немецкие оккупационные войска на сумму в 400 млн франков ежедневно. Правительство Виши разрешило всем французским компаниям заключать с немцами контракты и выполнять заказы. На немецкие нужды работало порядка 1331 французских предприятий и компаний. В ходе этого процесса удалось решить вопрос с безработицей. Если осенью 1940 году во Франции был миллион безработных, то к 1942 году это число уменьшилось до 125 000 человек. Впрочем, навязанное экономическое сотрудничество с немцами было губительно для экономики страны, хотя бы потому, что немецкая марка по стоимости была искусственно завышена по отношению к франку.
Основные поставки в Германию были связаны практически со всеми отраслями французской экономики: машиностроением, авиастроением, добычей полезных ископаемых, химической и фармацевтической промышленностью, лёгкой промышленностью, производством продуктов питания и сырья и др. Из Франции было вывезено большое количество материальных и исторических ценностей. Французская железная дорога также работала на нужды оккупантов. Кроме материальных ресурсов режим Виши поставлял и людские. Сотни тысяч французских рабочих, строителей и прочих специалистов трудились на немецких предприятиях, а также на сооружении Атлантического оборонительного вала на Атлантическом побережье.
Одновременно проводилась и обновлённая экономическая политика. Она имела ярко выраженные элементы корпоративизма, имевшего некоторое сходство с португальскими режимом Салазара. Крупные монополистические объединения были распущены, профсоюзы запрещены, а вместо них образовывались Комитеты по организации экономики. В сельском хозяйстве батраки, фермеры и арендаторы объединялись в единые крестьянские корпоративные союзы. Были также учреждены и профессиональные корпорации медиков, архитекторов, экономистов и многих других профессий.

## Военные и государственные преступления режима

### Холокост

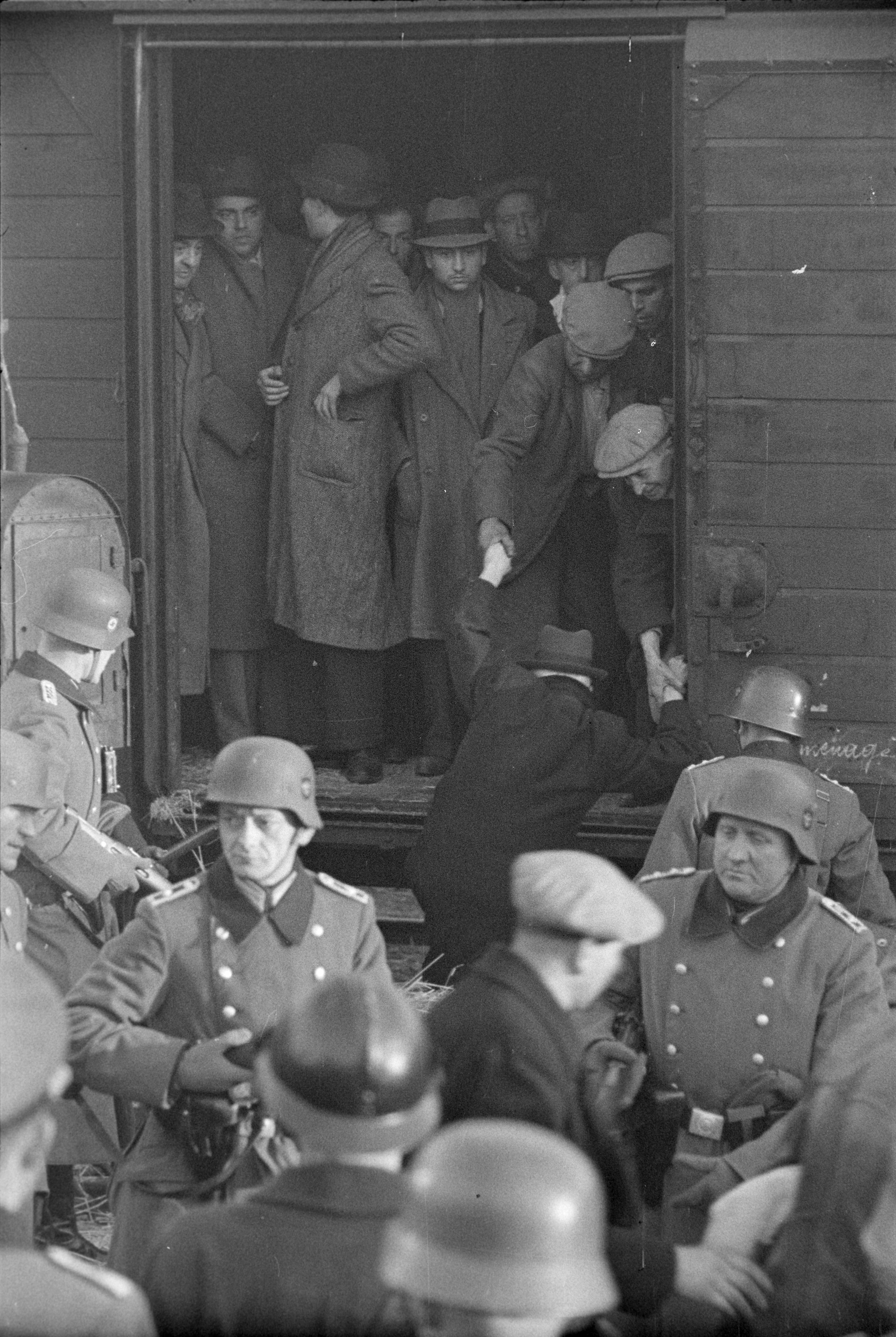
Депортация евреев из Марселя в лагеря смерти. Январь 1943 года.

2 октября 1940 года правительство Петена приняло «Декрет о Евреях», ограничивавших им свободное передвижение и невозможность занимать должности. В дальнейшем был принят ряд законов, который ещё больше ограничивал еврейское население Французского государства в правах. В 1941 году был создан Генеральный комиссариат по еврейским вопросам, который начал заниматься изоляцией и депортацией еврейского населения всей Франции в гитлеровские лагеря смерти. С 1942 года началось активное сотрудничество режима Виши с гитлеровцами по вывозу евреев из страны. Это продолжалось до лета 1944 года.

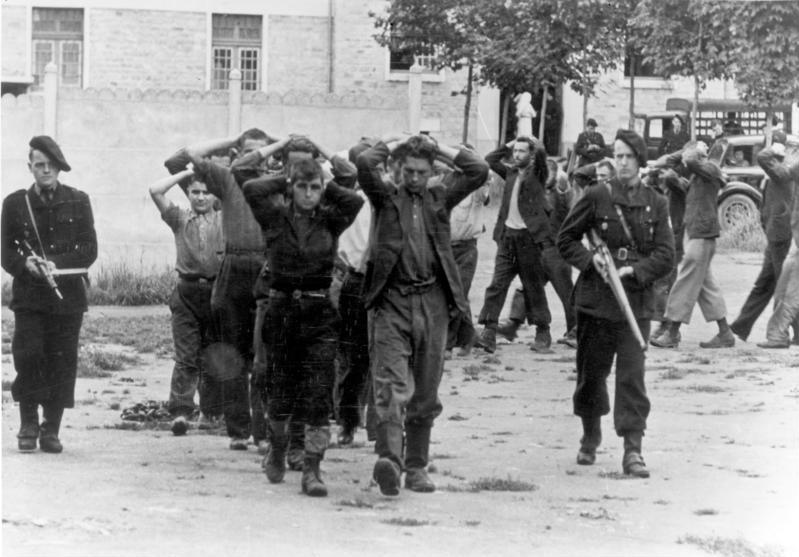
Бойцы национальной милиции конвоируют партизан. 1944 год.

### Антипартизанские карательные операции
С конца 1942 года во Франции, в том числе и вишистской её части начались активные действия членов французского антифашистского Движения Сопротивления, которое поначалу было разрознено на различные группы. Сопротивление проводило диверсионные операции, разведку и сбор информации, имело свою агентуру и в правительстве Виши. Полная оккупация страны немцами и приход правительства пронацистского политика Пьера Лаваля только увеличили столкновения вишистских сил и Сопротивления в стране. Для борьбы с партизанами было создано военизированное подразделение «Милиция» под командованием Жозефа Дарнана. Ей содействовала служба безопасности под руководством Марселя Гомберта. Уже к зиме 1943-44 годов они провели ряд карательный операций против партизан и сочувствовавших им мирных жителей. 11 июня 1944 года бойцы милиции убили около 80 мирных жителей деревни Сент-Аманд-Монронде, сбросив их в колодец. Закон от 20 января 1944 года создавал полевые суды, состоящие из трех судей и милиционеров. Заседания проходили анонимно, смертный приговор выносился в течение нескольких минут и подлежал исполнению немедленно. Смертной казни подверглись многие бывшие политики и прочие деятели, заподозренные в сотрудничестве с Сопротивлением. Кроме того, вишистские милиционеры занимались пытками для дачи показаний, имея по стране сеть штаб-квартир и тюрем для «политических и предателей». Также часто их действия сопровождались уголовными преступлениями: грабежами, изнасилованиями, вымогательствами и нападениями на любых людей, даже сторонников режима.

### Принудительная отправка в Германию
Как на оккупированной территории Франции, так и во Французском государстве практиковалась насильственная вербовка трудоспособного населения на работу в Германию. В Германии крайне не хватало рабочих рук на военных производствах, поэтому там активно использовался принудительный труд граждан из оккупированных стран. Во Франции для вербовки и отправки трудовых ресурсов в Германию был создан специальный орган Service du travail obligatoire (STO) или Служба обязательного труда. Поначалу в Германию везли в основном квалифицированных рабочих французских предприятий, причём в добровольном порядке, обещая тем высокую оплату труда, хорошие условия и возможность досрочного возвращения на Родину за хороший труд. Однако после провала по набору добровольных работников, с 1943 года начался принудительный отбор. Французских работников размещали в специальных лагерях возле немецких предприятий. Всего же с 1942 по 1944 годы в Германию были перемещены не менее 1 500 000 французских граждан, которые принудительно работали на десятках промышленных предприятий, а также были заняты в сельском хозяйстве.

## Положение в колониях и метрополии
Сама Франция была разделена на две крупные части: Северную и Южную, а некоторые приграничные регионы были аннексированы Германией и Италией. Отчужденная от метрополии и аннексированная Третьим Рейхом территория Эльзас и Мозеля, де-юре тоже была под контролем Французского правительства, хотя её полностью контролировала Германия. В соглашении о перемирии указано, что в оккупированной Северной зоне Германия пользуется всеми правами победившей державы, а французское правительство обязуется всеми средствами способствовать соблюдению этих прав с помощью местной французской администрации.
Итальянская оккупационная зона сводилась к нескольким приграничным районам, завоеванным итальянскими войсками, включая Ментону. Эта территория небольшого размера примерно 800 км², с численностью 28 000 жителей, но именно она будет играть важную роль в защите евреев и относительной безопасности для бойцов французского сопротивления. Кроме того, на территории Франции была создана демилитаризованная зона шириной более 50 км, которая проходила от итальянской зоны оккупации до остальной части Франции.
Свободная (Южная) зона занимала площадь 246 618 км², то есть 45 % территории метрополии, немецкие войска туда не вводились, что создавало некоторую иллюзию её независимости. На этой территории располагалось правительство Петена и там действовали французские законы, историк Жак Дельперри де Баяк 6 также назвал свободную зону «королевством маршала». По мнению историка Эрика Алари, разделение Франции на две зоны отчасти было идеей пангерманских писателей, в частности, работой некоего Адольфа Зоммерфельда, опубликованной в 1912 году и переведенной на французский язык. Работа под названием «Le Partage de la France», которая включает карту, на которой показана Франция, разделенная между Германией и Италией по линии, частично совпадающей с линией раздела 1940 года.
Анри Эспье указывает: «Во время оккупации французы были отделены от окситанцев знаменитой „демаркационной линией“. Мы долго думали, что курс этой линии был предложен Гитлеру католиками из его окружения. Сегодня мы считаем, что эта граница была навязана ему хорошо известными нам геополитическими реалиями.»

### Колониальная империя
Франция к 1920-м годам имела обширные колонии почти по всему миру. Её владения находились в Северной и Центральной Африке, включая Джибути и Мадагаскар. На Ближнем Востоке и в Юго-Восточной Азии, включая французские концессии в Китае. А также в Океании и в Южной Америке. Однако с военно-стратегической точки зрения наиболее важными были колонии Африке и Азии.

#### Африка
При помощи жёсткой политики, военного аппарата, цензурных ограничений власть режима Виши была сохранена в Северной Африке. Произошло укрепление роли администрации, проводились многочисленные парады фронтовиков, возрос антисемитизм. Значительная часть населения колоний поддержала маршала Петена и проводимую им «национальную революцию», а нападение на Мерс-эль-Кебир способствовало росту её популярности.
Французский берег Сомали заявил о своей лояльности по отношению к режиму Виши. Губернатор колонии Пьер Ноайлетас пресекал любые попытки присоединения к «Свободной Франции». Аналогично сложилась ситуация и на Мадагаскаре. Однако во Французской Экваториальной Африке, (нынешние Конго, Центральноафриканская Республика и Чад), местные власти остались верны генералу де Голлю и созданному им Совету Обороны Империи. Лишь Габон оставался верен режиму Виши, пока в конце 1940 года туда не вошли войска «Свободной Франции». Алжир, Тунис и часть Марокко также были французскими и перешли на сторону союзников и Де Голля только после вторжения в ноябре 1942 года. При этом Тунис ещё на полгода стал ареной сражений между итало-германскими войсками и союзниками, включая «Свободную Францию». Из-за опасения создания на острове Мадагаскар японской военно-морской базы, Великобритания также предприняла удачную операцию по захвату острова и нейтрализации местных вишистских властей и сил обороны. Аналогичные действия были предприняты и по отношению к соседнему острову Реюньон.

#### Ближний Восток
На Ближнем Востоке у Франции имелись протектораты в виде Сирии и Ливана. Они имели важнейшее со стратегической точки значения, поскольку являлись ключом выхода к нефтеносному Ираку, снабжавшему Великобританию и другие страны. Сирия и Ливан также контролировались режимом Виши, вплоть до лета 1941 года.

#### Французский Индокитай

Пропангандистский плакат в Ханое.

Колониальная администрация Французского Индокитая подчинялась правительству Виши. 17 июня 1940 года французскому послу в Японии была вручена нота с требованием прекращения провоза через Индокитай оружия и боеприпасов для Китая. Французское правительство согласилось и через 2 дня заявило, что с 17 июня наложило запрет на провоз топлива и грузовых автомобилей, а также пообещало, что примет меры по дальнейшему ограничению перевозок.
Пытаясь укрепиться в Индокитае, богатом необходимыми для ведения войны ресурсами, Япония заключила с Францией договор, согласно которому во французские владения в Индокитае должны были быть допущены японские наблюдатели. 25 июня в Хайфон прибыли первые инспекторы. Позже французские власти подписали соглашение о вводе ограниченного контингента японских войск. В правительстве Виши это объяснили тем, что «это единственный путь спасти то, что ещё можно спасти в Индокитае». Японцами контролировались все перевозки внутри колонии. Прошла волна конфискаций сырья и материала, не предназначенного для Китая. В колониальных войсках и администрации росло недовольство и популярными становились идеи «Свободной Франции». Сторонником этих идей являлся губернатор Индокитая Катру, который потребовал у Японии разъяснений её намерений. Губернатору было сообщено, что Французский Индокитай является зоной интересов Японии и она планирует расширить там своё военное присутствие. Катру стал предпринимать самостоятельные шаги для спасения французских владений. Он обратился за помощью к Великобритании и США. Обе страны ответили отказом. Японцы, узнав о действиях Катру, потребовали прекратить «антияпонские мероприятия». 20 июля Катру был смещён.
19 сентября 1940 г. Япония потребовала согласие на ввод в колонию 32 тыс. японских солдат. 22 сентября японские войска получили разрешение на передвижения по северной части Индокитая. 3 октября войска Таиланда, имевшего территориальные претензии к владениям Франции, перешли границу с колонией и углубились в Камбоджу. Колониальная армия не смогла дать отпор тайским войскам, так как отсутствовали боеприпасы и горючее. В начале марта 1941 г. был подписан мирный договор, по которому Таиланд получил часть Лаоса, расположенную на правом берегу Меконга, а также почти треть территории Камбоджи.

## Вооружённые силы
Согласно Компьенскому перемирию, заключенному между Францией и Германией 22 июня 1940 года, Франции позволялось иметь армию для «поддержания порядка» в Метрополии, (так называемая «Свободная зона» во Франции) и колониях, однако — со значительными оговорками. Так, численность французских войск определяли Германия и Италия. Численность была минимальна и составляла до 100 000 человек в Метрополии, 96 000 человек в Северной Африке, 33 000 в Экваториальной Африке, 14 000 в Джибути и на Мадагаскаре, 35 000 в Сирии и Ливане и 63 000 в Индокитае. Сухопутным войскам передавалось незначительное количество бывшей французской бронетехники и артиллерии, основная масса которой была сосредоточена в колониях. Французскому флоту, основная часть которого находилась в портовом городе Тулон, запрещалось его покидать и вести какие-либо самостоятельные действия. Военно-воздушные войска и войска ПВО Франции первоначально должны были быть демобилизованы, а их техника пущена на слом, однако, после нападения военно-морского флота Великобритании на французскую базу Мерс-эль-Кебир в Алжире и Сенегал, правительству Петена удалось убедить немцев дать согласие на сохранение французской авиации в колониях для их обороны, в результате чего силы Виши оставили себе некоторую часть своего бывшего авиационного парка, большая часть из которого базировалась в Сирии, Ливане, Алжире и Тунисе.
Военным министром правительства Виши с 1940 по 1941 годы был Шарль Хюнтцигер, с 1941 по 1942 годы Франсуа Дарлан.

### Действия вооружённых сил Виши
Поскольку режим Виши, несмотря на официально заявленный им нейтралитет, фактически, становился союзником стран «Оси», то его войска, при необходимости, могли быть задействованы в военных операциях Германии и Италии, однако Гитлер не доверял французам. В основном Вишистские войска принимали участие в обороне своих колониальных владений от союзников по Антигитлеровской коалиции, цель которых была захватить эти территории и не допустить размещения на них сил «Оси».
Провальной для Великобритании стала лишь операция с высадкой в Сенегале, предпринятая в сентябре 1940 года, с целью захвата этой колонии Виши и установления там правительства «Свободной Франции» во главе с Шарлем де Голлем. Зато успешной стала операция по захвату Габона поздней осенью того же года. В июне-июле 1941 года Великобритания при поддержке сил «Сражающейся Франции» смогла установить контроль над стратегически важной ближневосточной территорией Сирии и Ливана. В мае-ноябре 1942 года Великобританией была проведена Мадагаскарская операция с целью недопущения создания на этом африканском острове, (который также принадлежал режиму Виши), военно-морской базы Японской империи. Наконец, в ноябре 1942 года в Марокко и Алжире были высажены англо-американские войска, в результате чего французский адмирал и один из лидеров Виши Франсуа Дарлан, командовавший войсками в этом регионе, фактически перешёл со своими силами на сторону союзников.
Последние успешные действия союзников в Северной Африке заставили Гитлера и Муссолини провести совместную операцию, получившую кодовое название «Антон», с целью захвата всей оставшейся не оккупированной территории Франции, которая была под контролем правительства Виши. В результате операции гитлеровские войска попытались захватить французский флот, остававшийся с лета 1940 года в Тулоне, но экипажи французских кораблей затопили большую их часть.
Таким образом армия Виши фактически перестала существовать. Вместо неё, уже на полностью оккупированной территории Франции, в начале 1943 года были сформированы специальные коллаборационистские силы — милиция, просуществовавшие под командованием немцев, до освобождения Франции союзниками летом 1944 года.

## Международное положение

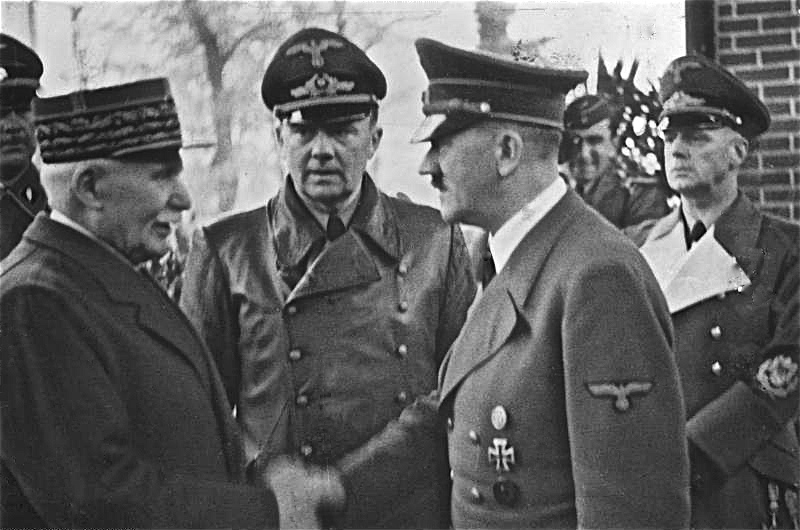
Филипп Петен на встрече с Адольфом Гитлером, 24 октября 1940 года

Международное положение режима Виши было неоднозначным. Страны оси признавали его законным правительством. Послом Германии был назначен Отто Абец. Государства, находившиеся в состоянии войны с Германией (прежде всего Великобритания) считали, начиная с июля 1940, законным представительством Франции в мире только движение де Голля, а режим Виши — нелегитимным правительством во главе с изменниками. Тем не менее США и СССР первоначально признали режим Виши и аккредитовали при нём своих послов. Режим был признан Канадой (до оккупации южной Франции) и Австралией (до конца войны). Одни нейтральные государства имели дипломатические отношения с Виши, другие — нет.

### Отношения с Великобританией

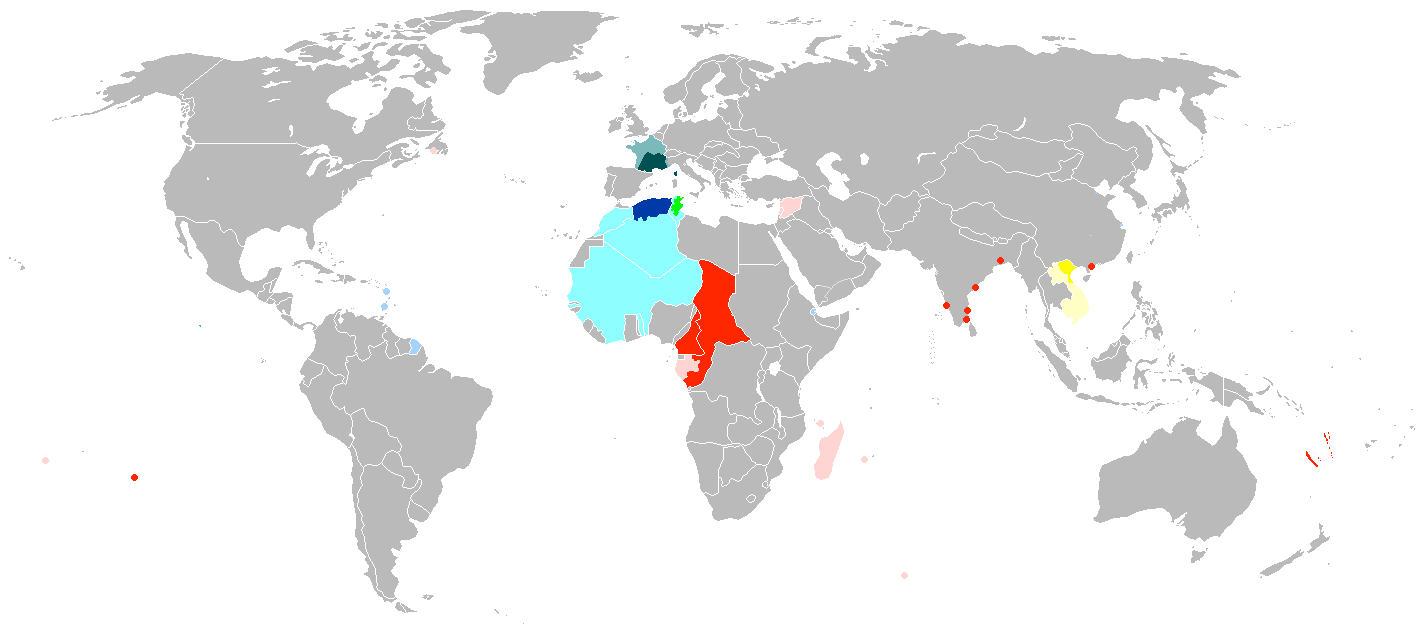
Карта Вишистской Франции и потеря ею территорий Свободной Франции и странам «Оси»:
Оккупированная часть Франции (с лета 1940)
Колонии под контролем Свободной Франции на сентябрь 1940 (Французская Экваториальная Африка и пр.)
Часть Французского Индокитая (Тонкин) под японской оккупацией с сентября 1940
Оставшаяся часть Французского Индокитая под японской и таиландской оккупацией с июля 1941
Колонии под контролем Свободной Франции на ноябрь 1942
Колонии под контролем Свободной Франции с ноября 1942 после операции «Факел»
Территории во Французском Алжире под контролем Свободной Франции с ноября 1942 после операции «Факел»
Метрополия Франции под контролем Виши до оккупации Германией в ноябре 1942, Корсика под итальянской оккупацией (с сентября 1943 — под контролем Свободной Франции)
Колонии под оккупацией стран «Оси» (Французский Тунис) на ноябрь после операции «Факел», под контролем Свободной Франции с мая 1943 года
Колонии под контролем Свободной Франции с июля 1943 (Французский берег Сомали и Французская Вест-Индия)

Отношения с бывшим союзником у Франции были весьма непростыми.
Надо сказать, что у французов для этого были существенные основания: разгром французских армий в Бельгии был усугублён поспешным отходом британских войск, в ходе дальнейшей эвакуации из Дюнкерка французские военнослужащие составили всего 10 % от общего числа эвакуированных морем.
3 июля 1940 британские военно-морские силы и авиация наносят удар по французским кораблям в Мерс-эль-Кебире. В ответ ВВС Франции бомбят базу Великобритании в Гибралтаре, по словам У. Черчилля — «без особого рвения».
Режиму Виши удалось сохранить контроль почти над всеми французскими колониями, большинство заморских территорий не признавали откровенно пробританскую «Свободную (Сражающуюся) Францию» генерала де Голля. В сентябре 1940 голлистские силы при прямой поддержке Великобритании предприняли попытку захвата Дакара в Сенегале, которая окончилась полным провалом. В 1941 Великобритания под формальным предлогом оккупировала Сирию и Ливан, которыми Франция владела по мандату Лиги Наций. В 1942 году Великобритания под предлогом возможного использования японцами Мадагаскара в качестве базы для подводных лодок осуществила вооружённое вторжение на остров. Бои продолжались полгода и закончились капитуляцией сил вишистов в ноябре 1942 года. Тайные переговоры с британцами вели, параллельно с де Голлем, некоторые ведущие деятели режима — Ф. Дарлан, А. Жиро и др.

## Правительства режима Виши
На протяжении режима Виши главой французского государства оставался Филипп Пете́н. При нём сменилось четыре кабинета министров, которые возглавляли Пьер Лава́ль, Фланде́н и Дарла́н.
- Период реакционных реваншистов (1940—1941)
  - Правительство Лаваля — с 16 июля по 13 декабря 1940 года.
  - Правительство Фландена — с 14 декабря 1940 года по 9 февраля 1941 года.
- Период технократов (1941—1942)
  - Правительство Дарлана — с 10 февраля 1941 по 18 апреля 1942 года.
- Период прагматизма Лаваля (1942—1943) и период ультра-коллаборационистов (1944)
  - Второе правительство Лаваля — с 18 апреля 1942 года по 19 августа 1944 года.

## Свержение
В ноябре 1942 года в ходе операции «Антон» Германия оккупировала южную часть Франции, с этого момента власть правительства Виши стала чисто номинальной, хотя официально было объявлено об «объединении», а режим Петена переехал в Париж.
6 июня 1944 года с началом крупномасштабной десантной операции «Оверлорд» по высадке войск союзников в Северо-Западной Франции, началось освобождение оккупированной страны. 15 августа того же года началась операция «Драгун» — десантная операция по высадке войск союзников на Юге Франции с целью его освобождения и продвижения в глубь страны. Поскольку режим Виши контролировал (к тому времени уже лишь номинально) эту часть Франции, то его падение, как и отступление немецких войск, было вопросом времени.
25 августа 1944 года Париж был освобожден. Петен с кабинетом министров были вывезены немецкими войсками в Германию, где Фернан де Бринон основал правительство в изгнании в городе Зигмаринген (см. Правительственная комиссия Зигмарингена), просуществовавшее до 22 апреля 1945 года. Петен отказывался участвовать в новом правительстве. В Зигмарингене было собственное радио (Radio-patrie), пресса (La France, Le Petit Parisien), а также посольства Германии, Италии и Японии. Население анклава насчитывало 6 тыс. человек, включая известных коллаборационистских журналистов, писателей (Луи-Фердинанд Селин, Люсьен Ребате), актёров (Робер Ле Виган).
Под конец войны, когда войска союзников заняли Зигмаринген, маршал Петен сначала перебрался в Швейцарию, а потом решил вернуться во Францию (решив, что Де Голль не станет его репрессировать), но был арестован.
Сам маршал предстал перед судом, как предатель. На суде он заявил, что таким образом пытался скрытно защищать интересы государства, называя себя «щитом Франции», а генерала Де Голля «мечом», заявил, что не имел ничего против него и даже скрытно симпатизировал Французскому Сопротивлению, надеясь, что со временем его родина обретет свободу от немецких захватчиков. Основные руководители правительства были осуждены за государственную измену в 1945—1946 годах. Многие деятели культуры, запятнавшие себя поддержкой режима, были приговорены к «общественному бесчестию».

## Персоналии

### Высший правительственный совет
- Петен, Филипп — глава Французского государства.
- Лаваль, Пьер — премьер-министр Французского государства в 1940 году и 1942—1944 годах.
- Фланден, Пьер Этьенн — премьер-министр Французского государства в 1940—1941 годах.
- Дарлан, Франсуа — премьер-министр Французского государства в 1941—1942 годах.

### Военные деятели
- Хюнтцигер, Шарль — генерал и министр обороны
- Вейган, Максим — Верховный главнокомандующий и министр обороны.
- Тувье, Поль — глава Французской милиции в Лионе.

### Другие
- Деа, Марсель — лидер Французской народной партии.
- Селин, Луи-Фердинанд — писатель.
- Папон, Морис — глава Службы по еврейским вопросам в префектуре Бордо.
- Боротра, Жан — генеральный комиссар по делам спорта в 1940—1942 годах.
- Леска, Шарль — писатель, журналист.
- Анрио, Филипп — министр пропаганды.